# Andriej Stolarow
Andriej Stolarow (ros. Андрей Столяров, ur. 26 lipca 1989) – rosyjski wioślarz.

## Osiągnięcia
- Mistrzostwa Europy – Brześć 2009 – ósemka – 8. miejsce[1].
- Mistrzostwa Europy – Montemor-o-Velho 2010 – ósemka – 5. miejsce[1].